# فخ تطوري
الفخ التطوري له تعاريف حسب التخصصات البيولوجية.
في البيولوجيا التطورية ، يطلق على تحول السمة المتأقلمة التكيفية إلى غير متأقلمة فجأة، مما يؤدي إلى انقراض النوع البيولوجي.
في العلوم السلوكية والإيكولوجية، تحدث الفخاخ التطورية عندما يؤدي التغير البيئي السريع للكائنات الحية إلى قرارات سلوكية غير تكيفية. تطرأ هذه 'الفخاخ' على اختيار الشريك والتنقل واختيار موقع الأعشاش، بيد أن الفخ الإيكولوجي  (سوء اختيار الموئل) هو الضرب الذي حظي بدراسة واسعة.
 على مدى الزمن التطوري، طورت السلاحف البحرية ميلا إلى الهجرة تجاه ضوء القمر لدى فقسها في مكامنها الرملية. لكن صارت تميل إلى التوجه نحو مصادر الضوء في السواحل حيث الضوء أشد من ضوء القمر. ونتيجة لذلك، فهي تهاجر إلى الشاطئ وبعيدا عن المحيط حيث تنفق بسبب الإرهاق والجفاف والافتراس.
اختيار الموئل هو عملية بالغة الأهمية في حياة معظم الكائنات الحية. وهنا تكمن أهمية دراسة الفخاخ البيئية. كما لا يسهل الكشف عن الأنواع الأخرى من الفخاخ.